# James Marshall (1829-1889)
Pour les articles homonymes, voir James Marshall et Marshall.
Sir James Marsall, né le 19 décembre 1829  à Édimbourg (Écosse), décédé près de Londres le 9 août 1889, a pratiqué plusieurs professions durant sa vie : pasteur de l’Église anglicane (de 1852 à 1857), membre de la communauté des Oblats de Saint Charles (de 1857 à 1859), précepteur dans une famille (de 1859 à 1861), enseignant à l’école de l’Oratoire à Egbaston, près de Birmingham (de 1861 à 1866), étudiant en droit, puis avocat à Manchester (de 1866 à 1873), juge dans les colonies anglaises de Gold Coast (futur Ghana) et de la Côte de Benin (futur Nigeria) (de 1873 à 1882), et enfin retraité en Grande-Bretagne, ce qui ne l’empêchera pas de faire un nouveau séjour de trois mois à Asaba (État du Delta), pour y lancer des structures judiciaires pour le compte de la Royal Niger Company (en 1888).
L’ardeur apostolique qu’il manifesta toute sa vie a amené un groupe de jeunes chrétiens de Sekondi (Gold Coast), en 1926, à donner son nom à leur association, créant ainsi l’Ordre des Chevaliers et Dames de Marshall, qui se répandra dans plusieurs pays d’Afrique de l’Ouest, du Liberia au Nigeria.

## Les années de formation d’un clergyman
Le père de James est pasteur à Édimbourg, en Écosse. Il aura douze enfants : James est le cinquième. James rêve de devenir officier dans l’armée des Indes. Quand il a 16 ans, il est victime d’un accident : alors qu’il tirait, sur le rivage de l’île Lundy, une barque dans laquelle était posée une arme à feu, le coup part. On doit l’amputer du bras droit : adieu la carrière des armes.
Il doit donc se réorienter. Son éducation a fait de lui un chrétien fervent. Il décide alors de devenir pasteur. En 1847, il commence ses études théologiques à Exeter College, à Oxford. En 1852, il est pasteur dans le village de Trysull, près de Wolverhampton. En 1854, il est affecté près de Londres, à Moor Lane. C’est l’époque du « mouvement d’Oxford ». Plusieurs spécialistes en sciences religieuses de cette prestigieuse université développent une grande estime pour l’œuvre des Pères de l’Église (du IVe siècle) et pour la dévotion à Notre-Dame mise en honneur au Moyen Âge. Ce bouillonnement d’idées aboutit à une vision moins caricaturale de l’Église catholique. Plusieurs milliers d’anglicans (dont 450 pasteurs) vont franchir le pas et demander à être reçus dans cette Église. Le 21 novembre 1857, James Marshall lui-même y est accueilli : ce qui nécessite, bien sûr, qu’il renonce à sa fonction de pasteur anglican. Il va devoir se réorienter et trouver un nouveau gagne-pain.

## À la recherche d’une carrière d’enseignant
James apprend que plusieurs anciens pasteurs, devenus catholiques, se préparent à être prêtres. Ceux-ci sont rassemblés à Bayswater, au nord de Londres, où ils reçoivent la formation voulue, au sein d’un institut dirigé par les Oblats de Saint-Charles. James s’y présente… mais on lui explique bientôt que l’absence de son bras lui ferme à jamais la porte du sacerdoce dans l’Église catholique à cette époque. À nouveau, il doit se réorienter. Il apprend que le Dr Newman (lui-même ancien anglican devenu catholique) a fondé une école, à Edgbaston, près de Birmingham, et qu’il recrute des enseignants. En 1861, il y propose ses services, qui y sont acceptés. Il est membre du corps professoral jusqu’en 1866. Il apprend alors que de nombreux anciens pasteurs sont recrutés pour des carrières juridiques : leur rectitude morale et leur engagement au service du bien commun en font des candidats très prisés pour les charges d’avocats ou de juges.

## Dans la carrière juridique
En 1866, James entreprend donc des études juridiques à la Faculté de droit de Londres, la Lincoln’s Inn. Les diplômes obtenus lui permettent de devenir avocat au barreau de Manchester. Mais il a du mal à se construire une clientèle. Quand il apprend que le gouvernement britannique embauche des juristes pour les envoyer dans ses colonies, il propose sa candidature… qui est acceptée. Il est toujours célibataire… mais il s’est fiancé en 1872. Cependant, il juge ses revenus encore trop aléatoires pour faire vivre une famille. En juillet 1873, il arrive à Cape Coast, en Gold Coast, en qualité de Chief Magistrate et Assesseur juridique près des chefs locaux. Dans un livre intitulé Reminiscences of West Africa and its missions, qu’il publiera en 1885, il se rappellera : « Nous recevions des litiges portant principalement sur des questions de terrains, qu’il fallait juger selon les lois indigènes et selon les coutumes. […] Les chefs, par le moyen d’un interprète, exposaient les lois traditionnelles qui leur avaient été transmises, depuis des temps immémoriaux, à travers la succession continuelle des chefs. Je prenais le plus grand intérêt à être assis parmi  les chefs et à les écouter. »
Un jour où il traite le cas de deux femmes « esclaves domestiques » qui se sont enfuies de chez leur maîtresse, il est dénoncé par un journaliste, scandalisé de ce qu’il ne les remette pas en liberté, mais les renvoie chez leur maîtresse. De Londres lui arrivera l’ordre de se justifier. Ce qu’il fera sans peine. Au bout de douze mois, il rentre en Angleterre, pour un congé anticipé, à cause de sa santé délabrée. Fin 1874, il reçoit une promotion : il devient Puisne Judge… et est affecté à Lagos. C’est là qu’il va passer trois séjours, de 1875 à 1878. Il y rencontre des missionnaires catholiques… qui vivent dans des conditions assez rudimentaires. Il écrira : « La chapelle servait de classe à l’école des filles pendant la semaine ». De leur côté, les missionnaires apprécient ce catholique exemplaire qu’est Marshall et lui demandent de présider la distribution des prix de fin d’année scolaire dans les écoles de garçons et de filles de la mission en mai 1876. En octobre 1877, au cours d’un congé en Grande-Bretagne, il épouse Alice Young, En janvier 1878, accompagné de son épouse, il retourne à Lagos. En mai 1878, une épidémie sévit à Lagos. Marshall, entre la vie et la mort, est rapatrié en Europe. C’est là que naît leur fils Bernard, en novembre 1878.
En 1879, il est affecté à Accra, nouvelle capitale de la Gold Coast depuis 1877. Il voit les premiers missionnaires catholiques s’installer à Elmina en 1880. Il tentera (en vain) de les amener à fonder une station à Accra. En 1882, sa santé s’étant dégradée, il doit mettre fin à sa carrière coloniale et rentrer définitivement en Grande-Bretagne. Le 29 juin 1882, à Windsor, la reine Victoria le fait chevalier : il devient Sir Marshall.

## Les années de retraite
Il reste en relations épistolaires avec les missionnaires qu’il a connus à Lagos et Elmina. Il contribue à faire connaître leurs réalisations et leurs besoins en envoyant des extraits de leurs lettres à différents journaux catholiques, pour leur obtenir de l’aide. Puis il rédige et publie Reminiscences of West Africa and its missions. Et il dépouille livres et journaux pour rassembler une documentation dans le but de rédiger une histoire de l’exploration du fleuve Niger : celle-ci sera publiée dans la revue The Month (en mars et avril 1886). À cette époque, se déroule la Conférence de Berlin (1884-1885). Les nations occidentales s’entendent sur un code de bonne conduite à tenir lorsque l’une d’entre elles prend possession d’une zone côtière en Afrique. Tout le monde débat sur les avantages qu’un pays peut attendre de ses colonies. Sir Marshall profite de ce que les regards sont tournés vers l’Afrique pour faire savoir que les populations d’Afrique de l’Ouest font bon accueil à Jésus Christ. Lui-même a pu le constater, et il fait part de son expérience. Il ne cache pas son indignation de voir les supérieurs des congrégations missionnaires continuer à envoyer du personnel et des fonds en Afrique du Nord (musulmane… donc sans espoir de conversions dans un avenir proche) alors qu’en Afrique de l’Ouest les conditions apparaissent bien plus favorables… et que les moyens en personnel et argent sont trop mesurés. Ces convictions, il va les clamer dans plusieurs articles qui seront publiés dans l’hebdomadaire catholique The Tablet.
En 1887, la Royal Niger Company, qui vient de recevoir une « charte royale » du gouvernement britannique, fait appel à lui pour qu’il se rende à Asaba (Nigeria) pour y jeter les bases d’un système judiciaire efficace. Il va y passer trois mois (mars-mai 1888). Il mène une campagne musclée contre les sacrifices humains qui étaient pratiqués à la mort des notables. Il contribue à l’implantation d’une mission catholique dans cette ville. Ce nouveau contact avec les missions le rend plus ardent pour réclamer que Rome nomme des évêques à Lagos et Asaba-Onitsha.
En décembre 1888, lui-même et son épouse se rendent à Rome… où il réussit à rencontrer le cardinal Préfet de la Propagande et même le pape Léon XIII, à qui il expose ses vues sur les besoins des missions. Alors qu’il passait des vacances en famille au bord de la Manche, il meurt d’une pneumonie le 9 août 1889.

## Un rayonnement posthume
En 1926, à Sekondi (Gold Coast), un groupe de jeunes chrétiens découvre le fonctionnement de l’Ordre des Chevaliers de Colomb, aux États-Unis. Les catholiques ardents de Sekondi souhaitent se doter d’une semblable structure, en l’adaptant à leur contexte. Ils décident de mettre leur association sous l’égide d’un homme qui s’est montré bénéfique pour l’Église dans leur pays : ils choisissent Sir Marshall, et fondent ainsi l’Ordre des Chevaliers et Dames de Marshall. Des sections locales s’établiront dans plusieurs États d’Afrique de l’Ouest… et même à Londres.